# Miracle Mart
Miracle Mart est une chaîne de grands magasins à rabais en activité dans les provinces canadiennes du Québec et de l'Ontario entre 1961 et 1992. Son siège social est situé à Saint-Laurent au Québec. La chaîne est rebaptisée simplement M au milieu des années 1980.

## Histoire
La société est fondée au début de l'année 1961 sous le nom de Miracle Mart Limited par la chaîne d'épicerie montréalaise Steinberg. Plus tard dans l’année, Steinberg s’associe à la chaîne basée à Vancouver, Woodward's (en) et exploite les deux premiers magasins de l'entreprise situés à Pont-Viau et à Place Greenfield Park (en), sous le nom commercial de Woodward Steinberg,. Le partenariat entre Steinberg's et Woodward prend fin en 1962 et les deux magasins Woodward Steinberg sont convertis au nom de Miracle Mart,.
Miracle Mart opère à mi-parcours et rivalise avec des groupes comme Towers/Bonimart (en), Zellers, Woolco et Kmart. Il existe aussi une chaîne d'épicerie du même nom, Miracle Food Mart (en) (toutes les épiceries ontariennes de Steinberg sont rebaptisées Miracle Food Mart à partir de 1969) et sont exploitées exclusivement en Ontario. Souvent trouvés ensemble, certains emplacements comportant à la fois une épicerie et un grand magasin sont devenus Steinberg Beaucoup ou Miracle Beaucoup.
Afin de fournir des services de traitement de film photographique dans les magasins Miracle Mart, une société est créée par les frères Greenberg, nommée Angreen Photo, qui évolue pour devenir Astral Photo et devient par la suite, le géant Astral Media.

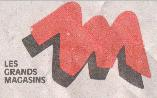
Logo des magasins M

La chaîne est confrontée à des problèmes financiers depuis ses débuts en 1961,. Au milieu des années 1980, Steinberg entreprend un plan de restructuration visant à transformer la chaîne avec une dénomination plus courte et moins anglophone, dénommée M. La transformation des emplacements de Miracle Mart en magasins M est réalisée en différentes phases. La succursale Miracle Mart du Carrefour Laval est le premier magasin converti en magasin M et le seul à l'avoir fait en 1985,. Quatre magasins supplémentaires dans le grand Montréal sont convertis au nom M en septembre 1986; spécifiquement aux Promenades Saint-Bruno, à la Place Longueuil, au Mail Champlain et à Pont-Viau. Quatre autres magasins, tous situés dans la région de Montréal, sont ajoutés à l'enseigne M en avril 1987: Châteauguay, West Island Mall (Galeries des Sources), Place LaSalle et Galeries Lachine,. Les onze magasins Miracle Mart restants sont renommés en août de la même année,.
Dans l'ensemble, seuls 20 des 31 magasins de Miracle Mart sont transférés vers l'image de marque M. Les onze autres sites (sept en Ontario et quatre au Québec) sont fermés au cours du processus de restructuration,. Les onze magasins susmentionnés qui ont mordu la poussière sont ceux de la Place Greenfield Park (en), du Centre Saint-Martin (Laval), de la Place Lebourgneuf (Charlesbourg), de la Place Centre Ville (Jonquière), auxquels s'ajoutent sept emplacements dans le sud de l’Ontario. Cela marque la fin de la chaîne dans le sud-ouest de l'Ontario. D'autres magasins Miracle Mart sont déjà fermés dans les années 1970 et dans la première moitié des années 1980 en raison de leurs mauvaises performances.
La sous-chaîne M est initialement un succès et prometteuse. En décembre 1986, les ventes des cinq magasins M augmentent de 6,5 %, tandis que les 15 emplacements restants de la marque Miracle Mart ont un chiffre d'affaires qui continue à décliner. Le premier magasin du Carrefour Laval augmente ses ventes de 55 % au cours des deux premières années qui suivent sa conversion de Miracle Mart à M.
Malgré un bon début, la chaîne M commence à se dégrader après le changement de nom des derniers magasins Miracle Mart en 1987 et connaît rapidement les mêmes problèmes financiers que son prédécesseur. Lorsque Socanav reprend Steinberg et tente de céder des parts de la société, aucun acheteur n’est trouvé pour les magasins M peu performants. Ils sont liquidés en juillet 1992, à peu près au même moment où la société mère Steinberg fait faillite,. Le magasin d'origine à Pont-Viau, Laval est toujours en activité lorsque la société déclare faillite. Fin août, 15 des 19 magasins avaient déjà fermé leurs portes. Le 29 août 1992, les magasins de la Place Versailles, du Carrefour Laval et des Promenades Saint-Bruno suivent. Il a été dit que le quatrième magasin M restant pourrait éventuellement survivre aux autres alors qu'il négociait la résiliation de son bail, mais il semble avoir également fermé ses portes le 29 août 1992. Dans l'annuaire téléphonique de Montréal de 1992-1993, Bell Canada ne répertoriait que quatre magasins de la chaîne de vente au détail M ; il s'agit des trois centres commerciaux susmentionnés qui ont fermé leurs portes le 29 août 1992 et l'autre situé au 4325, rue Jean-Talon à Saint-Léonard.